# Stettineiland
Stettineiland is een rechthoekig kunstmatig eiland en een straat in Amsterdam-West. De naam verwijst naar de Oostzeehaven Stettin, het huidige Poolse Szczecin, dat belangrijk was voor de houthandel met Amsterdam.
Het eiland ligt op de plaats waar tot en met begin 21e eeuw een deel van de Houthavens waren gesitueerd. Dat terrein lag er steeds meer verlatener bij en Amsterdam had behoefte aan ruimte voor woningbouw. Het terrein ligt in het gebied dat begrensd wordt door de Pontsteiger (in het oosten), de Tasmanstraat/Spaarndammerdijk met ondergronds de Spaarndammertunnel (in het zuiden) en de Haparandaweg (noordwesten). Het werd gesaneerd en opnieuw opgespoten met zand om het terrein bouwrijp te maken. Omdat het wateroppervlak ter plaatse ongeveer gelijk moest blijven werd gekozen voor een eilandconstructie, maar tijdens de bouw waren de grachten tussen de bouwblokken nog grotendeels verzand. Sinds 2014 werd er aan de uitbreiding alhier gewerkt. 
Op Stettineiland (werktitel Pier2) werden koopwoningen gebouwd aan weerszijden van de straat, als zijnde rijtjeswoningen. Deze huizen zijn gebouwd in een moderne versie van de Amsterdamse School. Deze bouwstijl is gekozen omdat het Stettineiland aansluit op de Spaarndammerbuurt waar die bouwstijl (nog) veelvuldig te zien is. Het eiland wordt in twee fasen opgeleverd. In zomer 2018 wordt het zuidelijk deel opgeleverd tot aan de weg die de wijk doorsnijdt. Er staan dan 62 woningen naar een ontwerp van architect Roy Gelders Architecten. In 2018/2019 volgen dan nog eens 58 woningen in dezelfde stijl. De straat is daarbij alleen toegankelijk voor fietsers en voetgangers, auto’s worden direct afgevoerd naar parkeergarages met een inrit tussen de woonblokken.
Het Stettineiland wordt door middel van bruggen met de twee aangrenzende eilanden verbonden (er is geen verbinding met het vasteland). De bruggen en wegen voor het snelverkeer staan loodrecht op de eilanden/straten, de voet- en fietsbruggen/-paden doorsnijden het gebied in een hoek. Naar en van het Wiborgeiland liggen van noord naar zuid de Wismarbrug, Kolbergbrug en Koningsbergenbrug. Naar en van het Revaleiland liggen de Rostockbrug, Pilaubrug en Stralsundbrug. Van de bruggen werd tijdens de bouw alleen de kale pijlers en kale overspanning neergelegd, zodat bouwverkeer er al gebruik van kon maken.